# Polymera brachyneura
Polymera brachyneura är en tvåvingeart som beskrevs av Alexander 1962. Polymera brachyneura ingår i släktet Polymera och familjen småharkrankar.
Artens utbredningsområde är Bolivia. Inga underarter finns listade i Catalogue of Life.